# Casa-fàbrica Miró i Armengol
La casa-fàbrica Miró i Armengol era un edifici situat als carrers de Sant Rafael, 13 i d'en Sadurní, 1 del barri del Raval de Barcelona, actualment desaparegut.

## Història i descripció

Projecte d'obertura dels carrers de Sant Rafael, Sadurní i Beat Oriol (1798)

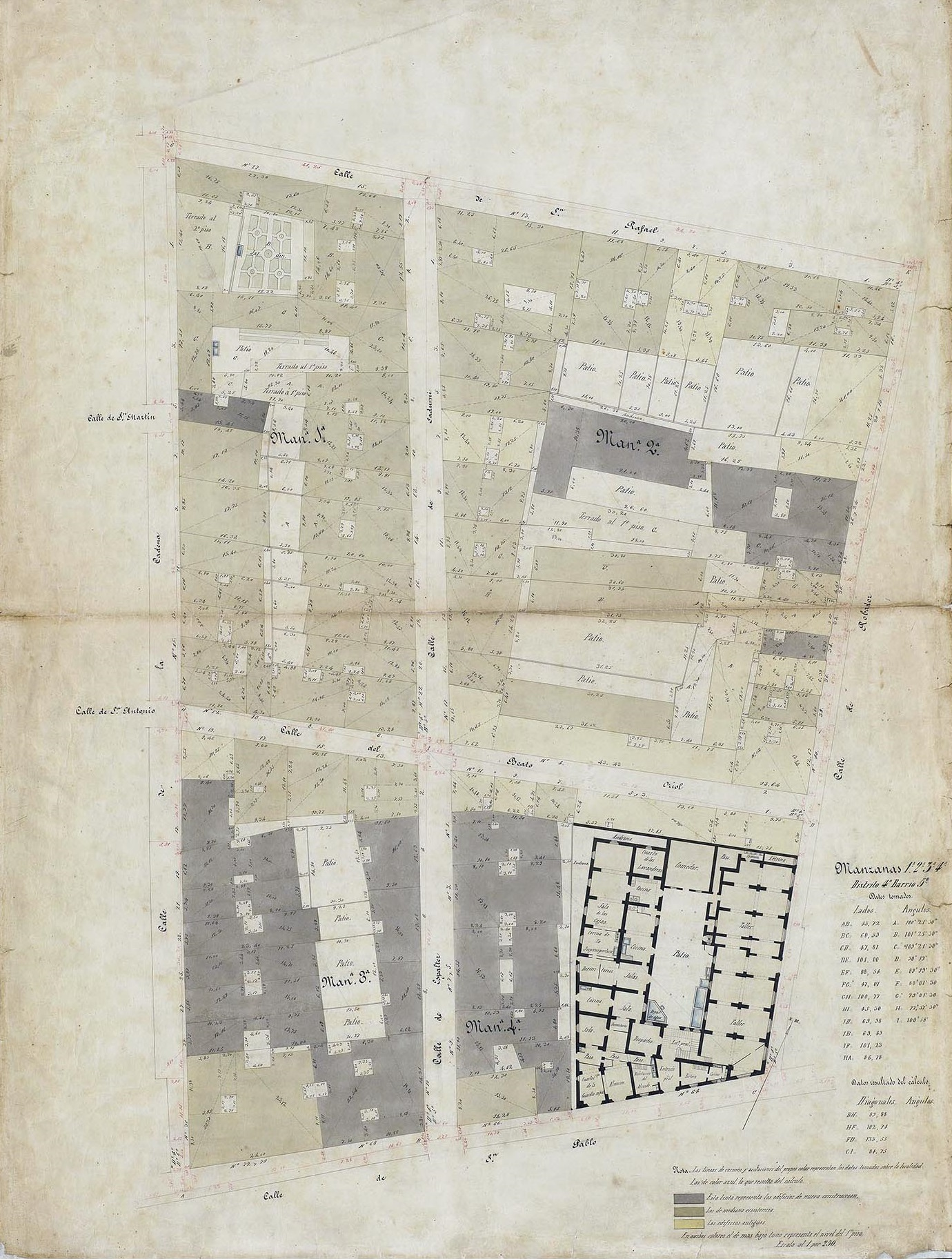
Quarteró núm. 95 de Garriga i Roca (c. 1860)

El 1828, Ramon de Portell i d'Oms va establir en emfiteusi una parcel·la a la cantonada dels carrers d'en Sadurní i de Sant Rafael al fuster Josep Botey i Soler, que tot seguit va demanar permís per a construir-hi un edifici de planta baixa i quatre pisos.
Posteriorment, la propietat va passar a mans de Jaume Armengol i Clapés i Josep Antoni Miró, que el novembre del 1833 van sol·licitar permís per a construir una casa-fàbrica segons el projecte del mestre d'obres Felip Ubach. De planta baixa i tres pisos, les façanes presentaven set obertures per planta al carrer de Sant Rafael i cinc al d'en Sadurní.
Just un any després, el desembre del 1834, Armengol anunciava la venda de la maquinària i utensilis de la filatura de cotó, que incloïen 12 màquines berguedanes. Miró hi va continuar en solitari, i Armengol s'instal·là al carrer de Sant Pau, 72 (antic).
Finalment, l'edifici fou enderrocat als anys 1990 per l'operació de renovació urbana «Illa Robador».